# Витамини от група B
Витамините от група B са водноразтворими витамини, които играят важна роля в клетъчния метаболизъм. Витамините от група B са били смятани за един витамин, витамин B (подобно на витамин С или витамин D), но по-късни изследвания показват, че те са химически различни витамини, които често съществуват в една и съща храна. Добавки, съдържащи всичките единадесет витамина се означават като витамин B комплекс. Отделните витамини от група B се означават със специфичното наименование на всеки витамин – B1, B2, B3 и т.н.

## Списък на витамините от група B
- Витамин B1 (тиамин)
- Витамин B2 (рибофлавин)
- Витамин B3 (ниацин)
- Витамин B5 (пантотенова киселина)
- Витамин B6 (пиридоксин)
- Витамин B7 (биотин)
- Витамин B9 (фолиева киселина)
- Витамин B12 (кобаламин)

Много от следващите вещества са посочени като витамини, понеже са били смятани за такива някога. Те вече не се считат за витамини и номерата, които са заемали, сега образуват празноти в пълната серия от витамини B-комплекс, описани по-горе (например, няма витамин B4). Някои от тях, макар и да не са от голямо значение за хората, са от съществено значение за хранителния режим на други организми, други нямат никаква хранителна стойност, а трети могат дори да бъдат токсични при определени условия.
- Витамин B4 (аденин)
- Витамин B8 (аденозин монофосфат)
- Витамин B10 (парааминобензоена киселина)
- Витамин B11 (птерилхептаглутаминова киселина)
- Витамин B13 (оротова киселина)
- Витамин B14 (?)
- Витамин B15 (пангамова киселина)
- Витамин B16 (диметилглицерин)
- Витамин B17 (амигдалин)
- Витамин B18 (?)
- Витамин B19 (?)
- Витамин B20 (карнитин)
- Витамин B21 (?)
- Витамин B22 (?)
- Витамин Bh (биотин)
- Витамин Bm (?)
- Витамин Bp (холин)
- Витамин Bt (L-карнитин)
- Витамин Bv (?)
- Витамин Bw (?)
- Витамин Bx (парааминобензоена киселина)